# Liste der Monuments historiques in Quimper
Die Liste der Monuments historiques in Quimper führt die Monuments historiques in der französischen Gemeinde Quimper auf.

## Liste der Bauwerke
| Bezeichnung                                                 | Beschreibung     | Standort                                                                         | Kennzeichnung | Schutzstatus   | Datum          | Bild           |
| ----------------------------------------------------------- | ---------------- | -------------------------------------------------------------------------------- | ------------- | -------------- | -------------- | -------------- |
| Camp gaulois de Kercaradec                                  |                  | (Lage)                                                                           | PA00090321    | Inscrit Classé | 1953 1971      |                |
| Kathedrale St-Corentin                                      |                  | (Lage)                                                                           | PA00090326    | Classé         | 1862           | weitere Bilder |
| Kapelle in Ti Mamm Doué                                     |                  | (Lage)                                                                           | PA00090327    | Classé         | 1903           | weitere Bilder |
| Château de Lanniron (Schloss)                               |                  | (Lage)                                                                           | PA00090328    | Inscrit        | 1988 1992      |                |
| Ursulinenkloster                                            |                  | 10, rue de Falkirk (Lage)                                                        | PA00090329    | Inscrit        | 1987           | weitere Bilder |
| Dolmen von Stang Youen                                      |                  | (Lage)                                                                           | PA00090322    | Classé         | 1978           |                |
| Kirche St-Alor                                              |                  | Rue de Saint-Alor (Lage)                                                         | PA00090323    | Inscrit        | 1926           | weitere Bilder |
| Kirche La Trinité                                           |                  | 2–8, Rue de Missilien (Lage)                                                     | PA00090330    | Classé         | 1915           | weitere Bilder |
| Grand séminaire                                             |                  | 4 bis 18, allée du Docteur-Pilven 3, rue Étienne-Gourmelen (Lage)                | PA29000037    | Inscrit        | 1999           | weitere Bilder |
| Haus                                                        |                  | 15, rue Sainte-Catherine (Lage)                                                  | PA00090358    | Inscrit        | 1953           |                |
| Haus                                                        |                  | 13, rue Sainte-Catherine (Lage)                                                  | PA00090359    | Inscrit        | 1953           |                |
| Haus                                                        |                  | 11, rue Sainte-Catherine (Lage)                                                  | PA00090360    | Inscrit        | 1953           | weitere Bilder |
| Haus Ty Kodak                                               |                  | 33/35, boulevard Amiral-de-Kerguelen (Lage)                                      | PA29000053    | Inscrit        | 2006           |                |
| Lycée Chaptal                                               |                  | 35, chemin Justices (Lage)                                                       | PA00090338    | Inscrit        | 1926           | weitere Bilder |
| Kapelle des Lycée La Tour d’Auvergne                        |                  | 4, place Claude le Coz (Lage)                                                    | PA00090332    | Inscrit        | 1932           | weitere Bilder |
| Haus                                                        |                  | 2, place au Beurre 1, Rue du Lycée (Lage)                                        | PA00090339    | Inscrit        | 1956           | weitere Bilder |
| Haus                                                        |                  | 3, place au Beurre (Lage)                                                        | PA00090340    | Inscrit        | 1956           |                |
| Haus                                                        |                  | 3, rue Ar-Barz-Kadiou (Lage)                                                     | PA00090341    | Inscrit        | 1956           |                |
| Hôtel de Boisbilly                                          |                  | 5, rue Ar-Barz-Kadiou (Lage)                                                     | PA00090342    | Inscrit        | 1956           |                |
| Haus                                                        |                  | 7, rue Ar-Barz-Kadiou (Lage)                                                     | PA00090343    | Inscrit        | 1956           |                |
| Haus                                                        |                  | 26, rue des Boucheries 1, rue des Gentilshommes (Lage)                           | PA00090344    | Inscrit        | 1956           |                |
| Haus                                                        |                  | 7, rue des Gentilshommes (Lage)                                                  | PA00090346    | Inscrit        | 1956           |                |
| Haus                                                        |                  | 12, rue des Gentilshommes (Lage)                                                 | PA00090347    | Inscrit        | 1956           |                |
| Haus                                                        |                  | 16, rue des Gentilshommes (Lage)                                                 | PA00090348    | Classé         | 1956           | weitere Bilder |
| Haus Maison 12 rue Kéréon                                   |                  | 12, rue Kéréon (Lage)                                                            | PA00090350    | Classé         | 1938           | weitere Bilder |
| Haus Maison 14 rue Kéréon                                   |                  | 14, rue Kéréon Rue des Boucheries (Lage)                                         | PA00090351    | Classé         | 1955           | weitere Bilder |
| Haus                                                        |                  | 2, rue du Lycée 6, rue du Salé (Lage)                                            | PA00090352    | Inscrit        | 1956           |                |
| Haus                                                        |                  | 3, rue du Lycée (Lage)                                                           | PA00090353    | Inscrit        | 1956           |                |
| Haus                                                        |                  | 4, rue du Lycée (Lage)                                                           | PA00090354    | Inscrit        | 1956           | weitere Bilder |
| Haus                                                        |                  | 5, rue du Lycée (Lage)                                                           | PA00090355    | Inscrit        | 1956           |                |
| Haus                                                        |                  | 6, rue du Lycée (Lage)                                                           | PA00090356    | Inscrit        | 1956           | weitere Bilder |
| Haus                                                        |                  | 9, rue du Lycée (Lage)                                                           | PA00090357    | Inscrit        | 1956           |                |
| Haus                                                        |                  | 14, place Saint-Corentin (Lage)                                                  | PA00090361    | Inscrit        | 1951 1969      | weitere Bilder |
| Haus                                                        |                  | 16, rue Saint-François (Lage)                                                    | PA00090362    | Inscrit        | 1956           |                |
| Haus                                                        |                  | 18, rue Saint-François (Lage)                                                    | PA00090363    | Inscrit        | 1956           | weitere Bilder |
| Haus                                                        |                  | 20, rue Saint-François (Lage)                                                    | PA00090364    | Inscrit        | 1956           | weitere Bilder |
| Haus Maison 22 rue Saint-François                           |                  | 22, rue Saint-François (Lage)                                                    | PA00090365    | Inscrit        | 1956           | weitere Bilder |
| Haus                                                        |                  | 24, rue Saint-François (Lage)                                                    | PA00090366    | Inscrit        | 1956           | weitere Bilder |
| Haus                                                        |                  | 4, rue Saint-Mathieu (Lage)                                                      | PA00090367    | Inscrit        | 1956           | weitere Bilder |
| Haus                                                        |                  | 6, rue Saint-Mathieu (Lage)                                                      | PA00090368    | Inscrit        | 1956           | weitere Bilder |
| Haus                                                        |                  | 7, rue Saint-Mathieu (Lage)                                                      | PA00090369    | Inscrit        | 1956           |                |
| Haus                                                        |                  | 8, rue Saint-Mathieu (Lage)                                                      | PA00090370    | Inscrit        | 1956           |                |
| Haus                                                        |                  | 10, rue Saint-Mathieu (Lage)                                                     | PA00090371    | Inscrit        | 1956           | weitere Bilder |
| Haus                                                        |                  | 19, rue Saint-Mathieu (Lage)                                                     | PA00090372    | Inscrit        | 1956           | weitere Bilder |
| Haus Maison 10 rue du Sallé                                 |                  | 10, rue du Sallé (Lage)                                                          | PA00090373    | Inscrit        | 1956           | weitere Bilder |
| Haus                                                        |                  | 2, place Terre-au-Duc Rue Saint-Mathieu (Lage)                                   | PA00090374    | Inscrit        | 1928           | weitere Bilder |
| Haus Maison 19 place Terre-au-Duc                           |                  | 19, place Terre-au-Duc (Lage)                                                    | PA00090375    | Inscrit        | 1956           | weitere Bilder |
| Maison des Cariatides                                       |                  | 4, rue du Guéodet (Lage)                                                         | PA00090349    | Inscrit        | 1928           | weitere Bilder |
| Maison conventuelle des Dames de la Retraite                |                  | Place de la Tour-d’Auvergne (Lage)                                               | PA00090325    | Inscrit        | 1963           | weitere Bilder |
| Haus                                                        |                  | 26, rue Élie-Fréron (Lage)                                                       | PA00090345    | Inscrit        | 1932           | weitere Bilder |
| Manoir de Coat Bily (Herrenhaus)                            |                  | Kerfeunteun (Lage)                                                               | PA00090333    | Inscrit        | 1932           |                |
| Manoir de la Forêt                                          | zerstört um 1942 | Kerfeunteun (Lage)                                                               | PA00090334    | Classé         | 1940           | weitere Bilder |
| Manoir de Kerahmanez (Herrenhaus)                           |                  | Kerfeunteun (Lage)                                                               | PA00090335    | Inscrit        | 2016           |                |
| Manoir de Toulgoat (Herrenhaus)                             |                  | Penhars (Lage)                                                                   | PA00090336    | Inscrit        | 1969           |                |
| Ehemaliger Bischofspalast, heute Musée départemental breton |                  | 1, rue du Roi-Gradlon Boulevard Amiral-de-Kerguelen (Lage)                       | PA00090331    | Classé Inscrit | 1921 1983      |                |
| Kirche Notre-Dame                                           |                  | 2/4, place Bérardier 1, rue du Commandant-Avril 1, rue du Chanoine-Moreau (Lage) | PA00090376    | Classé Inscrit | 1875 1963 1969 | weitere Bilder |
| Stadtbefestigung                                            |                  | Boulevard Admiral de Kerguélen (Lage)                                            | PA00090337    | Classé Inscrit | 1909 1928      | weitere Bilder |
| Théâtre Max Jacob                                           |                  | 6, boulevard Dupleix (Lage)                                                      | PA29000019    | Inscrit        | 1997           | weitere Bilder |

## Liste der Objekte
- Monuments historiques (Objekte) in Quimper in der Base Palissy des französischen Kultusministerium